# Gustavo Héctor López
Gustavo Héctor López (Lanús, Argentina; 18 de marzo de 1965) es un periodista deportivo, comentarista y conductor de radio y televisión argentino. Actualmente trabaja en la señal ESPN Argentina y en Radio La Red.
Por su trayectoria fue distinguido con tres Premios Martín Fierro.

## Televisión
- 90 Minutos de Fútbol (2007-2010)
- Fútbol para Todos (2010-2012)
- Baires Directo (2011-2015)
- El Show del Fútbol (2014-2015)
- Juego Sagrado (2017-2019)
- ESPN F360 (2020-presente)
- ESPN F10 (2021-2023)